# Bhaga
Bhaga és un riu de l'estat d'Himachal Pradesh, districte de Kangra, un dels que originen el riu Chenab. Neix a la zona del pas de Bara Lacha i corre 50 km per muntanyes rocoses fins a arribar a la vall cultivada; passa per Kailang i Lahul, i desaigua al Chandra a uns 8 km després de Tandi formant després de la seva unió el riu Chenab. El recorregut total és de 105 km.